# Villeneuve-le-Roi
Villeneuve-le-Roi is een gemeente in het Franse departement Val-de-Marne (regio Île-de-France) en telt 21.214 inwoners (2018). De plaats maakt deel uit van het arrondissement L'Haÿ-les-Roses.

## Geografie
De oppervlakte van Villeneuve-le-Roi bedraagt 8,4 km², de bevolkingsdichtheid is 2525 inwoners per km².
De onderstaande kaart toont de ligging van Villeneuve-le-Roi met de belangrijkste infrastructuur en aangrenzende gemeenten.

## Demografie
Onderstaande figuur toont het verloop van het inwonertal (bron: INSEE-tellingen).

## Geboren
- Michèle Alliot-Marie (1946), politica